# Barillet (tuyauterie)
Pour les articles homonymes, voir Barillet.

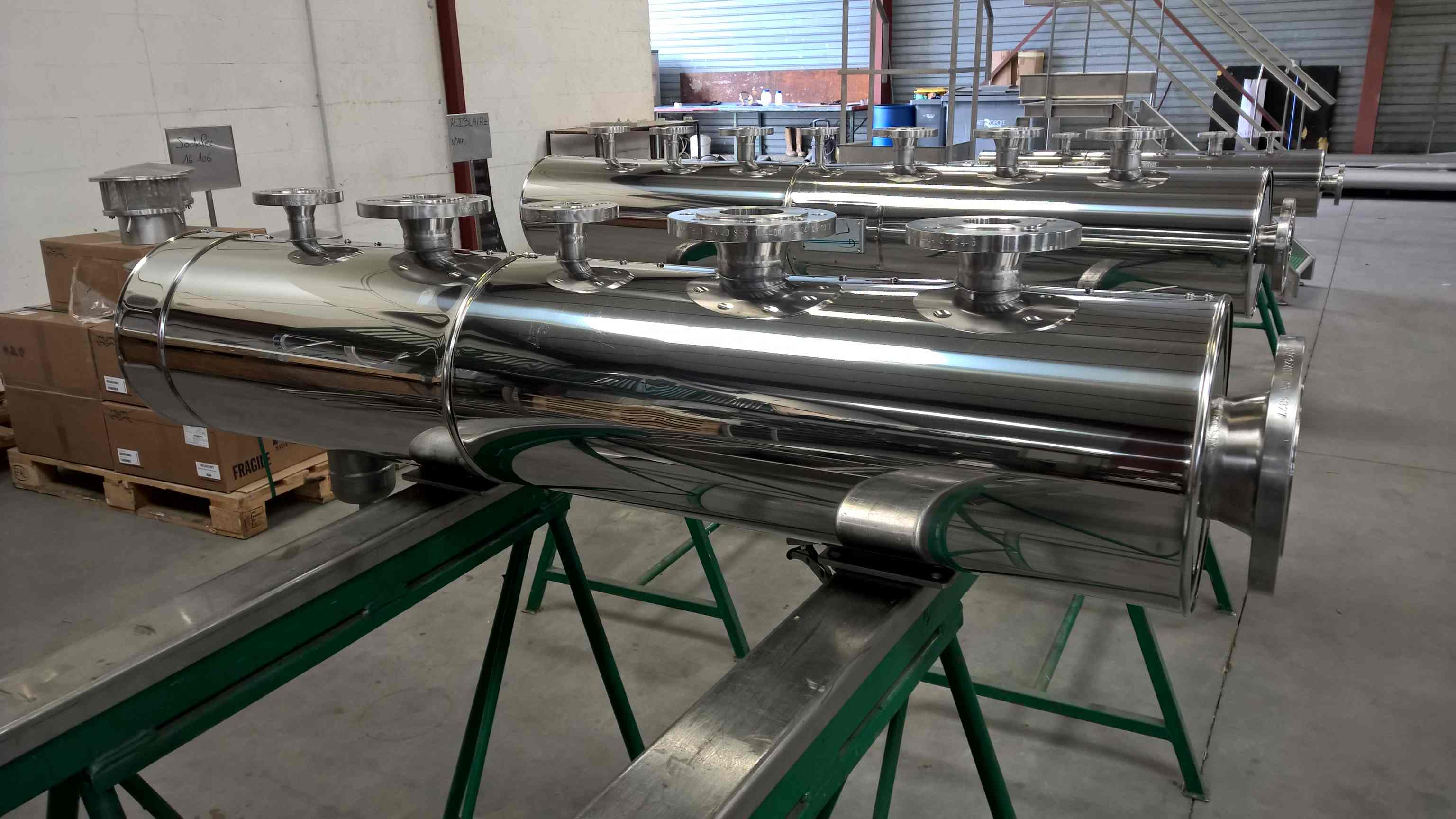
Barillets vapeur calorifugés - Fabrication en atelier.

Un barillet en tuyauterie est un élément tubulaire d'acier ou acier inoxydable, terminé par un fond bombé à chacune de ses extrémités, et qui inclut sur sa longueur plusieurs départs perpendiculaires de tuyauterie, généralement isolables par des vannes. Lorsque les canalisations sont de petit diamètre, on parle alors plutôt de clarinette.

## Définition
Le barillet est un élément soit sphérique, soit le plus souvent cylindrique de canalisation qui répond à une ou plusieurs des conditions suivantes :
• l’élément porte un fond à chacune de ses extrémités, 
• l’élément porte au moins deux ouvertures non coaxiales, généralement perpendiculaires à l'axe du barillet, qui sont non isolées entre elles. Ces ouvertures servent de départ à des tubulures (de deux à plusieurs tubulures), voire à des piquages d'attente, des trous d’homme, etc. 

## Fonction
Le barillet facilite la manutention et la gestion des vannes, le plus souvent manuelles qui lui sont reliées. La manutention des vannes est plus aisée car elles sont regroupées sur le même élément.
Un barillet départ ou retour sera utilisé lorsque plusieurs boucles de fluides doivent être opérées séparément (eau chaude sanitaire, eau glacée, eau glycolée ...) dans une installation collective ou sur un site industriel. 